# Saint-Georges-Nigremont
Pour les articles homonymes, voir Saint-Georges, Saint Georges (homonymie), Georges et Nigremont.
Saint-Georges-Nigremont est une commune française située dans le département de la Creuse en région Nouvelle-Aquitaine.

## Géographie
| Saint-Frion | Pontcharraud            | Saint-Maurice-près-Crocq |
| Poussanges  | Saint-Georges-Nigremeon |                          |
|             | Magnat-l'Étrange        | Saint-Agnant-près-Crocq  |

### Climat
Pour des articles plus généraux, voir Climat de la Nouvelle-Aquitaine et Climat de la Creuse.
Historiquement, la commune est exposée à un climat montagnard.  
En 2020, Météo-France publie une typologie des climats de la France métropolitaine dans laquelle la commune est exposée à un climat de montagne et est dans la région climatique  Ouest et nord-ouest du Massif Central, caractérisée par une pluviométrie annuelle de 900 à 1 500 mm, maximale en automne et en hiver.
Pour la période 1971-2000, la température annuelle moyenne est de 9,3 °C, avec  une amplitude thermique annuelle de 15 °C. Le cumul annuel moyen de précipitations est de 1 061 mm, avec 12,8 jours de précipitations en janvier et 8 jours en juillet. Pour la période 1991-2020, la température moyenne annuelle observée sur la station météorologique la plus proche, située sur la commune de Felletin à 9 km à vol d'oiseau, est de 10,4 °C et le cumul annuel moyen de précipitations est de 969,0 mm,. Pour l'avenir, les paramètres climatiques de la commune estimés pour 2050 selon différents scénarios d’émission de gaz à effet de serre sont consultables sur un site dédié publié par Météo-France en novembre 2022.

## Urbanisme

### Typologie
Au 1er janvier 2024, Saint-Georges-Nigremont est catégorisée commune rurale à habitat très dispersé, selon la nouvelle grille communale de densité à 7 niveaux définie par l'Insee en 2022.
Elle est située hors unité urbaine et hors attraction des villes,.

### Occupation des sols
L'occupation des sols de la commune, telle qu'elle ressort de la base de données européenne d’occupation biophysique des sols Corine Land Cover (CLC), est marquée par l'importance des forêts et milieux semi-naturels (50,2 % en 2018), une proportion identique à celle de 1990 (50,2 %). La répartition détaillée en 2018 est la suivante : 
forêts (50,2 %), prairies (33 %), zones agricoles hétérogènes (16,8 %). L'évolution de l’occupation des sols de la commune et de ses infrastructures peut être observée sur les différentes représentations cartographiques du territoire : la carte de Cassini (XVIIIe siècle), la carte d'état-major (1820-1866) et les cartes ou photos aériennes de l'IGN pour la période actuelle (1950 à aujourd'hui).

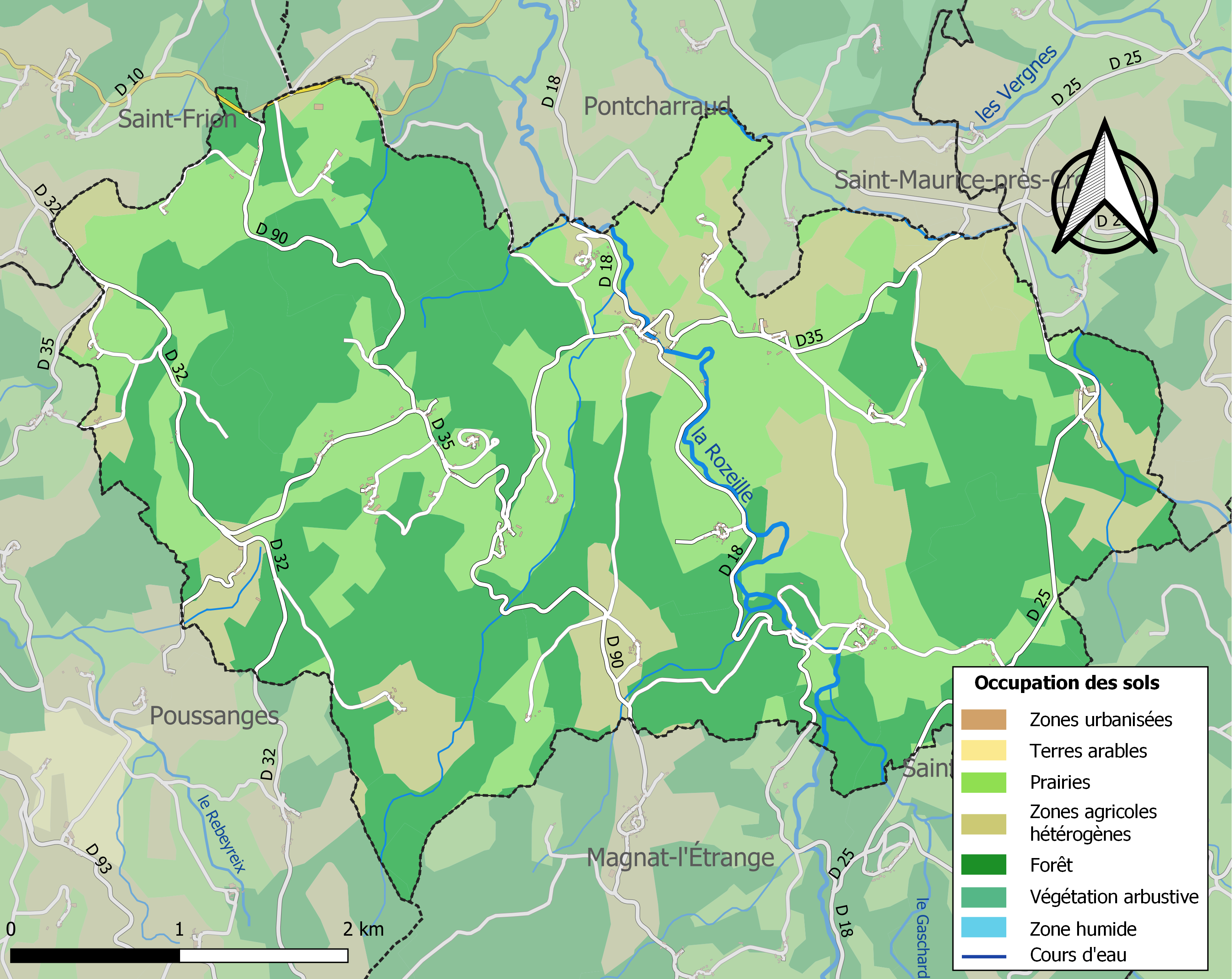
Carte des infrastructures et de l'occupation des sols de la commune en 2018 (CLC).

### Risques majeurs
Le territoire de la commune de Saint-Georges-Nigremont est vulnérable à différents aléas naturels : météorologiques (tempête, orage, neige, grand froid, canicule ou sécheresse) et séisme (sismicité faible). Il est également exposé à un risque technologique, la rupture d'un barrage, et à un risque particulier : le risque de radon. Un site publié par le BRGM permet d'évaluer simplement et rapidement les risques d'un bien localisé soit par son adresse soit par le numéro de sa parcelle.

#### Risques naturels

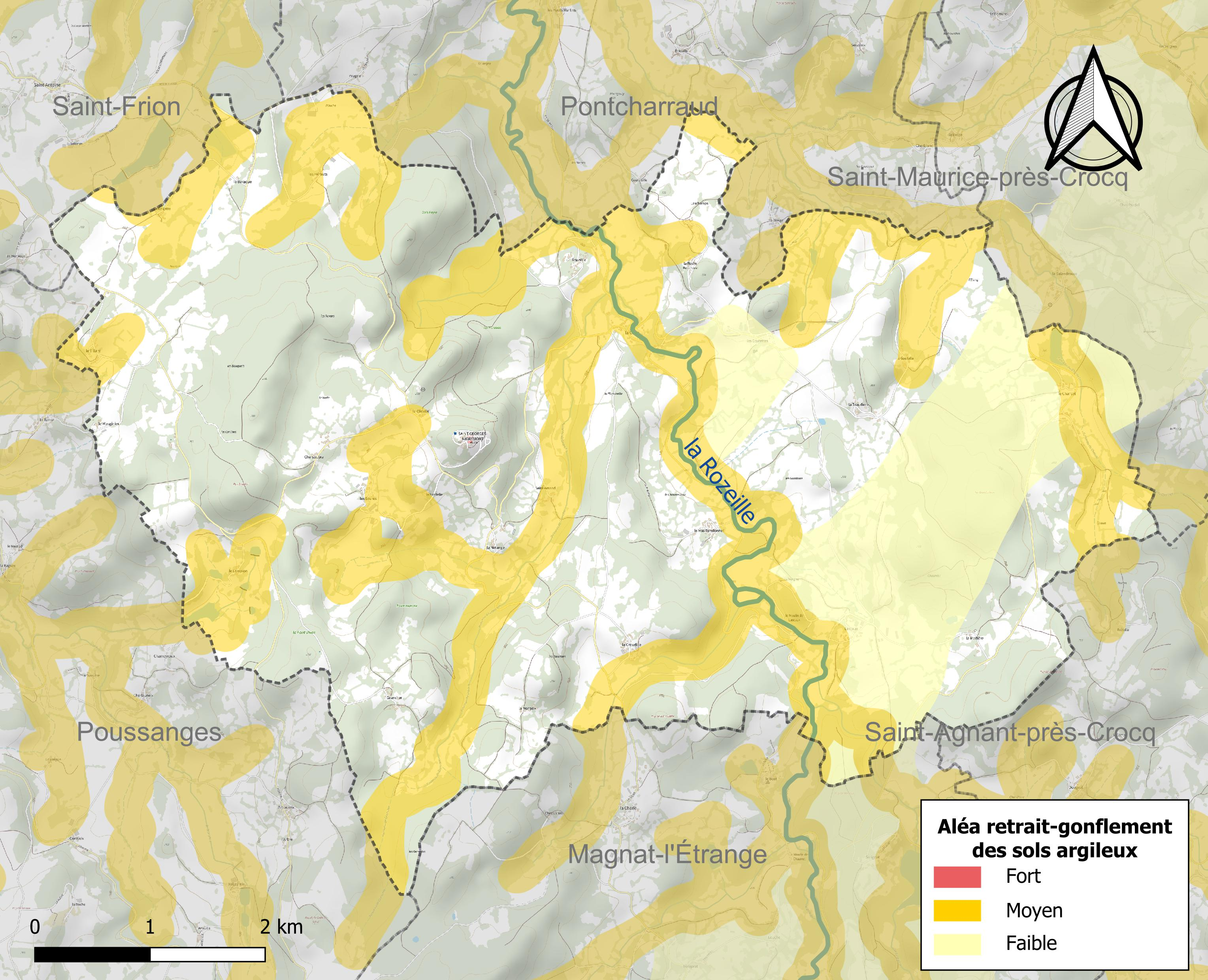
Carte des zones d'aléa retrait-gonflement des sols argileux de Saint-Georges-Nigremont.

Le retrait-gonflement des sols argileux est susceptible d'engendrer des dommages importants aux bâtiments en cas d’alternance de périodes de sécheresse et de pluie. 31,5 % de la superficie communale est en aléa moyen ou fort (33,6 % au niveau départemental et 48,5 % au niveau national). Sur les 148 bâtiments dénombrés sur la commune en 2019,  66 sont en aléa moyen ou fort, soit 45 %, à comparer aux 25 % au niveau départemental et 54 % au niveau national. Une cartographie de l'exposition du territoire national au retrait gonflement des sols argileux est disponible sur le site du BRGM,.
Par ailleurs, afin de mieux appréhender le risque d’affaissement de terrain, l'inventaire national des cavités souterraines permet de localiser celles situées sur la commune.
La commune a été reconnue en état de catastrophe naturelle au titre des dommages causés par les inondations et coulées de boue survenues en 1982 et 1999. Concernant les mouvements de terrains, la commune a été reconnue en état de catastrophe naturelle au titre des dommages causés par des mouvements de terrain en 1999.

#### Risques technologiques
La commune est en outre située en aval du  barrage de Confolent, un ouvrage sur la Creuse de classe A soumis à PPI, disposant d'une retenue de 4,7 millions de mètres cubes. À ce titre elle est susceptible d’être touchée par l’onde de submersion consécutive à la rupture de cet ouvrage.

#### Risque particulier
Dans plusieurs parties du territoire national, le radon, accumulé dans certains logements ou autres locaux, peut constituer une source significative d’exposition de la population aux rayonnements ionisants. Certaines communes du département sont concernées par le risque radon à un niveau plus ou moins élevé. Selon la classification de 2018, la commune de Saint-Georges-Nigremont est classée en zone 3, à savoir zone à potentiel radon significatif.

## Toponymie
Le nom de Saint-Georges-Nigremont provient du culte du saint Georges. C'était un martyr chrétien, officier de Dioclétien. Il terrassa un dragon qui désolait la Libye et à qui on allait sacrifier une princesse. Il mourut décapité en 303 à Lydda après selon la légende avoir subi un martyre de 7 ans entrecoupé de 3 résurrections. Son culte, très répandu dans la chrétienté, fut célébré dès le IVe siècle. Il est le saint patron de la chevalerie, des armes, des scouts et de l'Angleterre. On l'invoque pour guérir les dartres. Georges est composé du grec gê (terre) et ergon (travail), Georgius est donc le laboureur qui travaille la terre. Le saint était très populaire au Moyen Âge, il a laissé son nom à 84 communes françaises.
La seconde partie du toponyme vient du latin niger mons qui signifie « montagne noire » ou « colline noire ».

## Politique et administration
| Période                                  | Période  | Identité      | Étiquette | Qualité                                               |
| ---------------------------------------- | -------- | ------------- | --------- | ----------------------------------------------------- |
| mars 2001                                | en cours | René Roulland | DVG       | Retraité de l'enseignement, ancien conseiller général |
| Les données manquantes sont à compléter. |          |               |           |                                                       |

## Démographie
L'évolution du nombre d'habitants est connue à travers les recensements de la population effectués dans la commune depuis 1793. Pour les communes de moins de 10 000 habitants, une enquête de recensement portant sur toute la population est réalisée tous les cinq ans, les populations de référence des années intermédiaires étant quant à elles estimées par interpolation ou extrapolation. Pour la commune, le premier recensement exhaustif entrant dans le cadre du nouveau dispositif a été réalisé en 2004.

En 2022, la commune comptait 145 habitants, en évolution de +19,83 % par rapport à 2016 (Creuse : −3,32 %, France hors Mayotte : +2,11 %).
| 1793  | 1800  | 1806  | 1821  | 1831  | 1836  | 1841  | 1846  | 1851  |
| ----- | ----- | ----- | ----- | ----- | ----- | ----- | ----- | ----- |
| 1 441 | 1 463 | 1 572 | 1 606 | 1 707 | 1 819 | 1 800 | 1 765 | 1 722 |

| 1856  | 1861  | 1866  | 1872  | 1876  | 1881  | 1886 | 1891 | 1896 |
| ----- | ----- | ----- | ----- | ----- | ----- | ---- | ---- | ---- |
| 1 673 | 1 534 | 1 498 | 1 470 | 1 424 | 1 288 | 809  | 748  | 716  |

| 1901 | 1906 | 1911 | 1921 | 1926 | 1931 | 1936 | 1946 | 1954 |
| ---- | ---- | ---- | ---- | ---- | ---- | ---- | ---- | ---- |
| 704  | 650  | 601  | 547  | 528  | 504  | 509  | 460  | 346  |

| 1962 | 1968 | 1975 | 1982 | 1990 | 1999 | 2004 | 2006 | 2009 |
| ---- | ---- | ---- | ---- | ---- | ---- | ---- | ---- | ---- |
| 282  | 246  | 200  | 183  | 156  | 168  | 154  | 155  | 168  |

| 2014 | 2019 | 2022 | - | - | - | - | - | - |
| ---- | ---- | ---- | - | - | - | - | - | - |
| 131  | 143  | 145  | - | - | - | - | - | - |

## Lieux et monuments

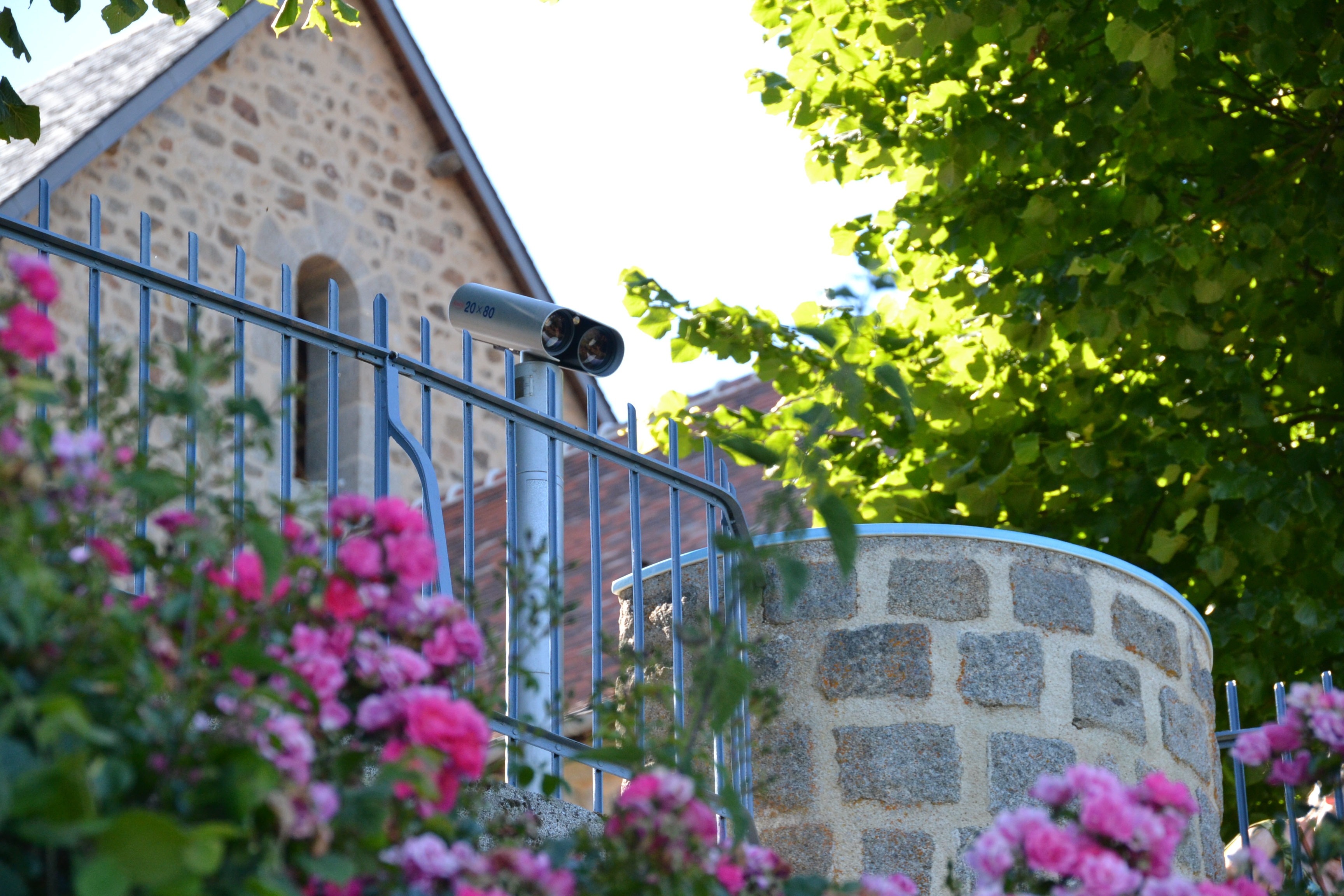
Lunette et table d'orientation.

- Forteresse protohistorique des Murauds
- Église Saint-Georges. Elle est inscrite à l'Inventaire général du patrimoine culturel[27].
- Château du XVe siècle, au lieu-dit Les Écurettes.
- Belvédère sur la campagne creusoise et auvergnate.
- Jardins en terrasse.

## Personnalités liées à la commune
- François Victor Judet, né le 30 avril 1871 à Lavaufranche, mort le 14 octobre 1938 à Saint-Georges-Nigremont, est un avocat et un homme politique français. Fils de Jean Judet, il fait des études à l'École centrale et obtient les diplômes d'ingénieur des Arts et Manufactures, avant de devenir avocat à la cour d'appel de Paris. Le 7 mai 1907, son père meurt. Les sièges de maire de Lavaufranche et de député de Boussac étant laissés vacants par sa disparition, Victor Judet lui succède.
- Georges Nigremont, pseudonyme de l'auteure régionaliste et pour la jeunesse Léa Védrine (1885-1971). Elle est l'auteure de Jeantou, le maçon creusois publié en 1936.
- Jean Judet, auteur de Chirurgien de Père en Fils (1982)
- René Eucher, "Notice pour servir au renom de Saint Georges Nigremont. 1994. Au Roseau nigremontain pensant

## Héraldique
| Blason de Saint-Georges-Nigremont | Blason  | De sinople à saint Georges à cheval d'or au bouclier d'argent à la croix de gueules tuant un dragon d'or ; au chef tiercé en pal, au 1) d'azur au lion d'or, au 2) de gueules au léopard d'argent et au 3) d'azur à trois poissons d'argent rangés en pal. |
| Blason de Saint-Georges-Nigremont | Détails | Le chef est aux armes des trois seigneuries qui se sont succédé à Saint-Georges-Nigremont : les Montvert, les Lestrange, les Ruyneau. Création Jean-François Binon.                                                                                        |

## Photothèque

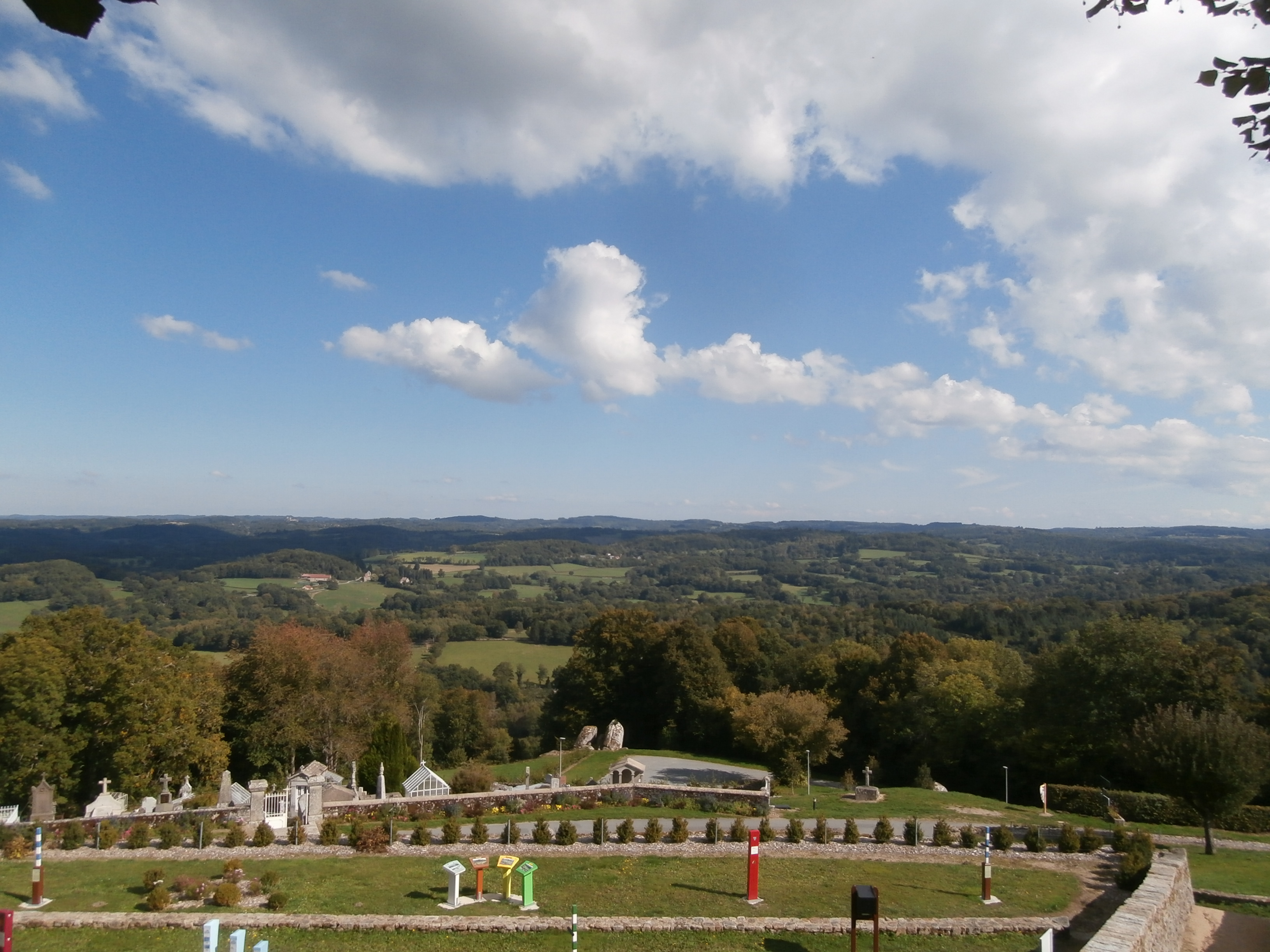
Panorama et jardins.
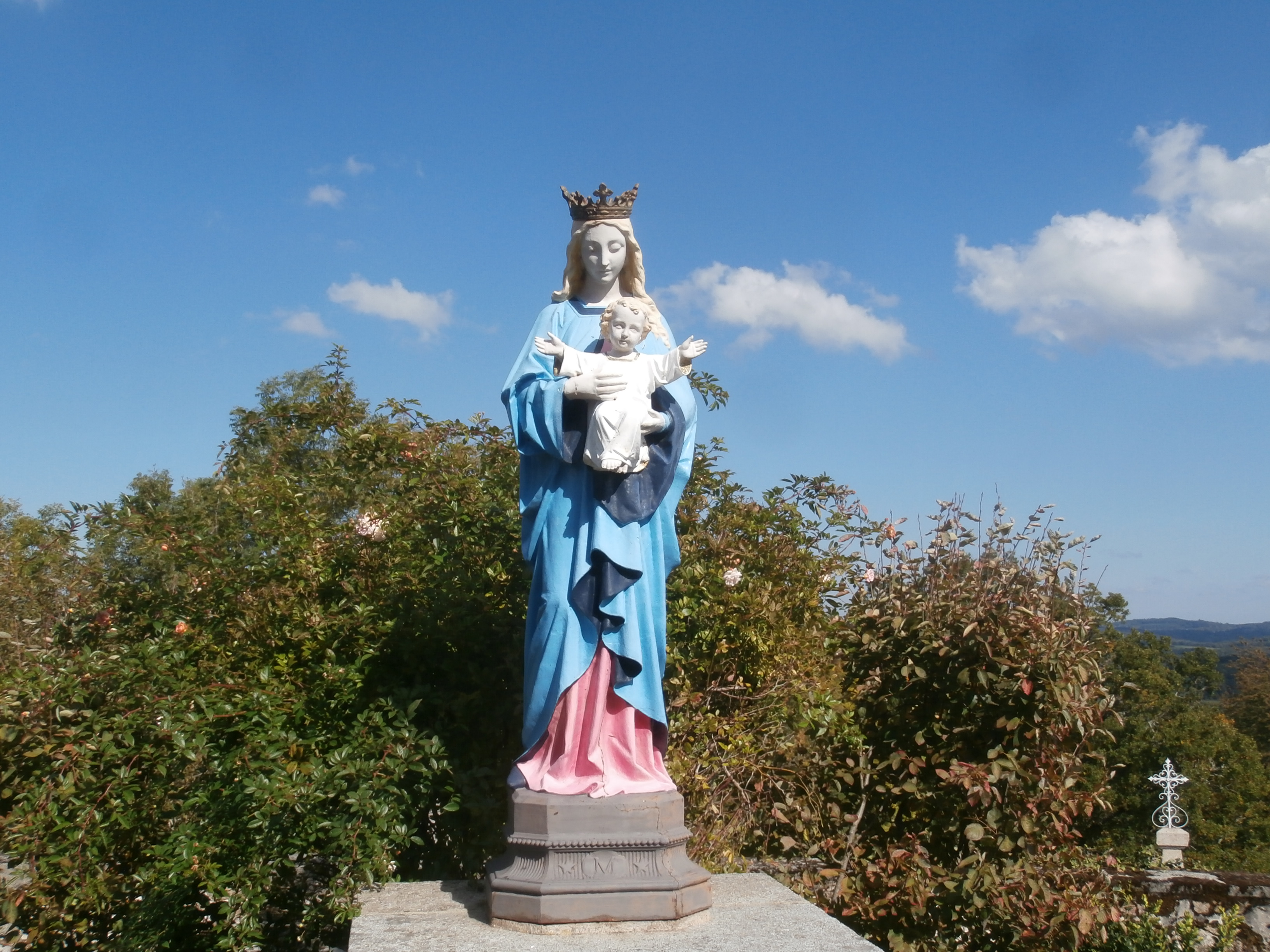
Notre Dame de l'Émigration.
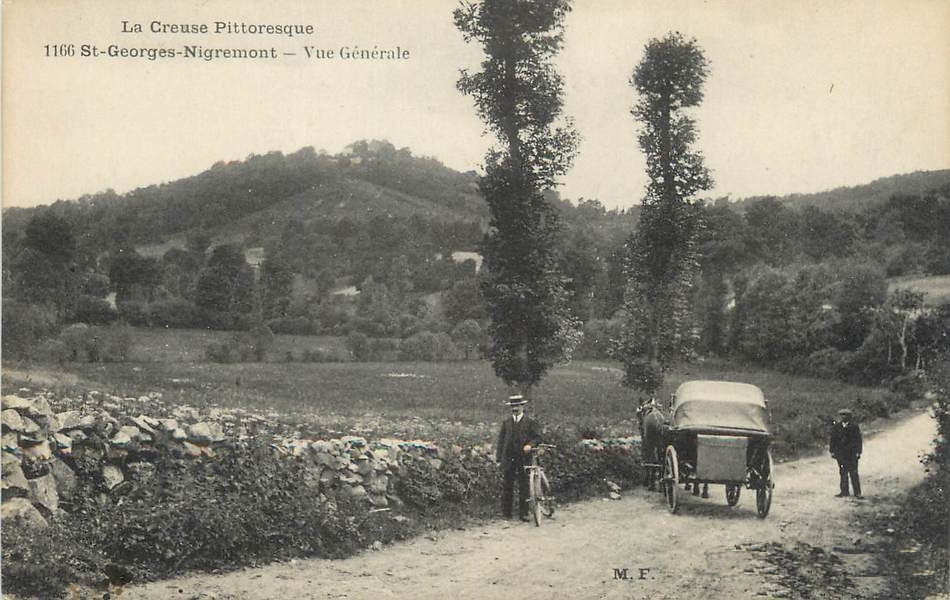
Carte postale du village vers 1910.
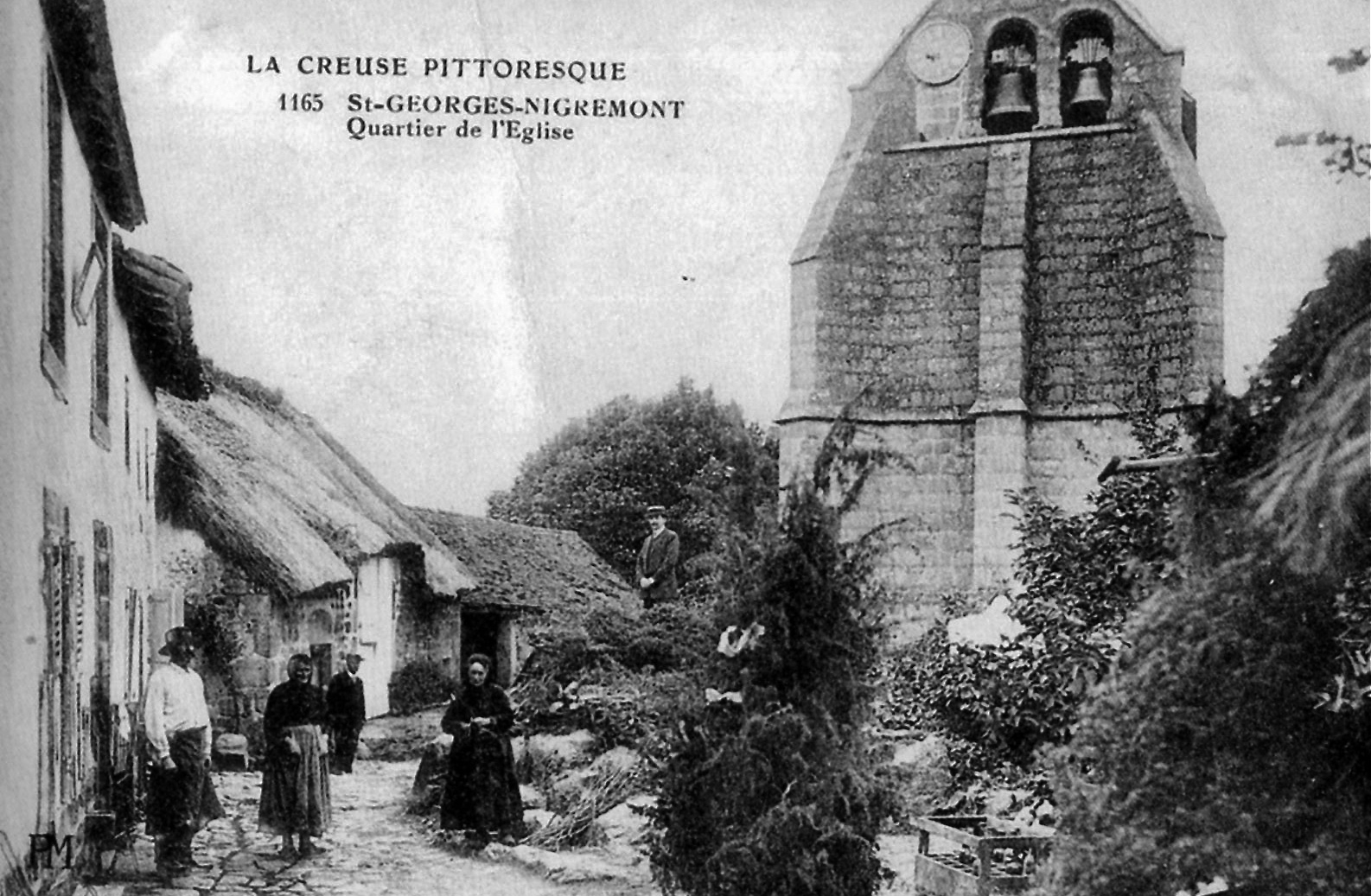
Carte postale de l'église vers 1910.